# Vince Gilligan

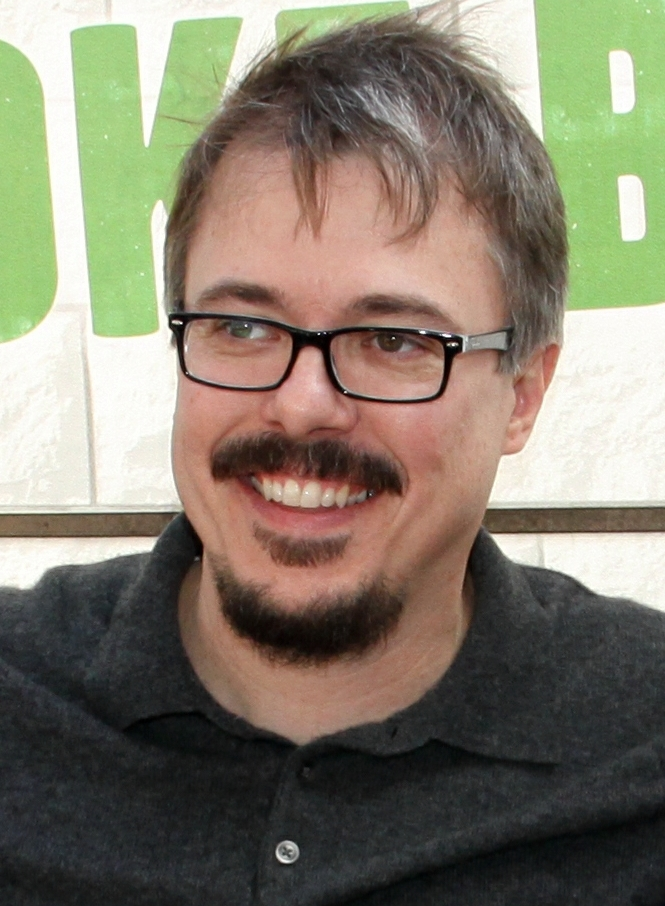
Vince Gilligan, 2010

Vince Gilligan (Richmond, 10 februari 1967) is een Amerikaanse regisseur, producer en scenarist. Hij werkt voornamelijk voor televisie. Hij is de bedenker van de serie Breaking Bad en spin-off Better Call Saul. Gilligan werkte in het verleden mee aan The X-Files.

## Carrière
Gilligan werd geboren in Richmond, Virginia. Hij studeerde aan de Universiteit van New York. Terwijl hij daar lessen volgde, schreef hij het scenario Home Fries, dat in 1998 verfilmd werd met Drew Barrymore en Luke Wilson. Voordien had hij het scenario afgeleverd voor de film Wilder Napalm (1993), waarin onder anderen Dennis Quaid en M. Emmet Walsh te zien zijn.
Gilligan werd bij een breder publiek bekend tijdens de jaren '90 als producer van de televisieserie The X-Files. Later kwam er ook een spin-off van de serie uit: The Lone Gunmen. Gilligan werd opnieuw de producer, maar de serie werd na 13 afleveringen beëindigd.
Hij schreef vervolgens mee aan afleveringen van verscheidene series, zoals de politieserie Robbery Homicide Division. Hij schreef ook mee aan het scenario voor de blockbuster Hancock (2008), die geregisseerd werd door Peter Berg en kon rekenen op acteur Will Smith.
Dat jaar werd de eerste aflevering uitgezonden van Breaking Bad, een nieuwe serie die Gilligan bedacht had. Breaking Bad werd goed onthaald door de critici en het grote publiek. De serie won verscheidene Emmy Awards. Gilligan zelf werd vijf keer genomineerd voor een Primetime Emmy Award. Drie van die nominaties verdiende hij met The X-Files, de overige twee heeft hij te danken aan Breaking Bad.